# (173002) Dorfi
(173002) Dorfi est un astéroïde de la ceinture principale.

## Description
(173002) Dorfi est un astéroïde de la ceinture principale. Il fut découvert le 17 juillet 2006 à Altschwendt par Wolfgang Ries. Il présente une orbite caractérisée par un demi-grand axe de 2,55 UA, une excentricité de 0,14 et une inclinaison de 2,8° par rapport à l'écliptique.

## Compléments